# Corneville-sur-Risle
Corneville-sur-Risle és un municipi francès situat al departament de l'Eure i a la regió de Normandia. L'any 2007 tenia 1.211 habitants.

## Demografia

### Població
El 2007 la població de fet de Corneville-sur-Risle era de 1.211 persones. Hi havia 472 famílies, de les quals 90 eren unipersonals (35 homes vivint sols i 55 dones vivint soles), 201 parelles sense fills, 165 parelles amb fills i 16 famílies monoparentals amb fills.
La població ha evolucionat segons el següent gràfic:
Habitants censats

### Habitatges
El 2007 hi havia 550 habitatges, 490 eren l'habitatge principal de la família, 33 eren segones residències i 27 estaven desocupats. 538 eren cases i 10 eren apartaments. Dels 490 habitatges principals, 412 estaven ocupats pels seus propietaris, 71 estaven llogats i ocupats pels llogaters i 7 estaven cedits a títol gratuït; 11 tenien dues cambres, 68 en tenien tres, 150 en tenien quatre i 260 en tenien cinc o més. 396 habitatges disposaven pel capbaix d'una plaça de pàrquing. A 202 habitatges hi havia un automòbil i a 252 n'hi havia dos o més.

### Piràmide de població
La piràmide de població per edats i sexe el 2009 era:
| Homes | Edats   | Dones |
| ----- | ------- | ----- |
| 0     | 95 o +  | 0     |
| 0     | 90 a 94 | 4     |
| 0     | 85 a 89 | 0     |
| 8     | 80 a 84 | 4     |
| 28    | 75 a 79 | 36    |
| 28    | 70 a 74 | 28    |
| 28    | 65 a 69 | 24    |
| 32    | 60 a 64 | 40    |
| 36    | 55 a 59 | 40    |
| 36    | 50 a 54 | 36    |
| 48    | 45 a 49 | 20    |
| 64    | 40 a 44 | 80    |
| 36    | 35 a 39 | 52    |
| 40    | 30 a 34 | 36    |
| 20    | 25 a 29 | 28    |
| 28    | 20 a 24 | 0     |
| 40    | 15 a 19 | 36    |
| 56    | 10 a 14 | 52    |
| 40    | 5 a 9   | 48    |
| 36    | 0 a 4   | 20    |

## Economia
El 2007 la població en edat de treballar era de 804 persones, 566 eren actives i 238 eren inactives. De les 566 persones actives 523 estaven ocupades (289 homes i 234 dones) i 43 estaven aturades (17 homes i 26 dones). De les 238 persones inactives 96 estaven jubilades, 80 estaven estudiant i 62 estaven classificades com a «altres inactius».

### Ingressos
El 2009 a Corneville-sur-Risle hi havia 495 unitats fiscals que integraven 1.266 persones, la mediana anual d'ingressos fiscals per persona era de 19.492 €.

### Activitats econòmiques
Dels 51 establiments que hi havia el 2007, 1 era d'una empresa extractiva, 1 d'una empresa alimentària, 4 d'empreses de fabricació d'altres productes industrials, 13 d'empreses de construcció, 5 d'empreses de comerç i reparació d'automòbils, 5 d'empreses de transport, 3 d'empreses d'hostatgeria i restauració, 1 d'una empresa d'informació i comunicació, 4 d'empreses financeres, 4 d'empreses immobiliàries, 4 d'empreses de serveis, 2 d'entitats de l'administració pública i 4 d'empreses classificades com a «altres activitats de serveis».
Dels 14 establiments de servei als particulars que hi havia el 2009, 1 era una oficina de correu, 2 paletes, 2 guixaires pintors, 2 fusteries, 3 lampisteries, 1 electricista, 1 perruqueria, 1 restaurant i 1 agència immobiliària.
Dels 2 establiments comercials que hi havia el 2009, 1 era una botiga de menys de 120 m² i 1 una botiga de mobles.
L'any 2000 a Corneville-sur-Risle hi havia 23 explotacions agrícoles que ocupaven un total de 630 hectàrees.

## Equipaments sanitaris i escolars
El 2009 hi havia 1 escola maternal i 1 escola elemental.

## Poblacions més properes
El següent diagrama mostra les poblacions més properes.